# Torhaus
Der Begriff Torhaus bezeichnet ein Gebäude, das baulich mit einem Tor verbunden ist – so kann das Gebäude an das Tor gebaut oder das Tor in das Haus integriert sein.

## Burg- und Stadttore
Torhäuser an Burg- und Stadttoren standen neben Toren, oder das Tor war in das Torhaus integriert. Hier steht das Tor im Vordergrund und das Gebäude ist angegliedert. Diese Torhäuser dienten regelmäßig als Unterkunft für das Wachpersonal. Außerdem dienten sie der Einziehung von Steuergeldern in Form von Wegezoll bzw. Pflastergeld. Daher befanden sich solche auch an den Stadttoren.

Beispiele
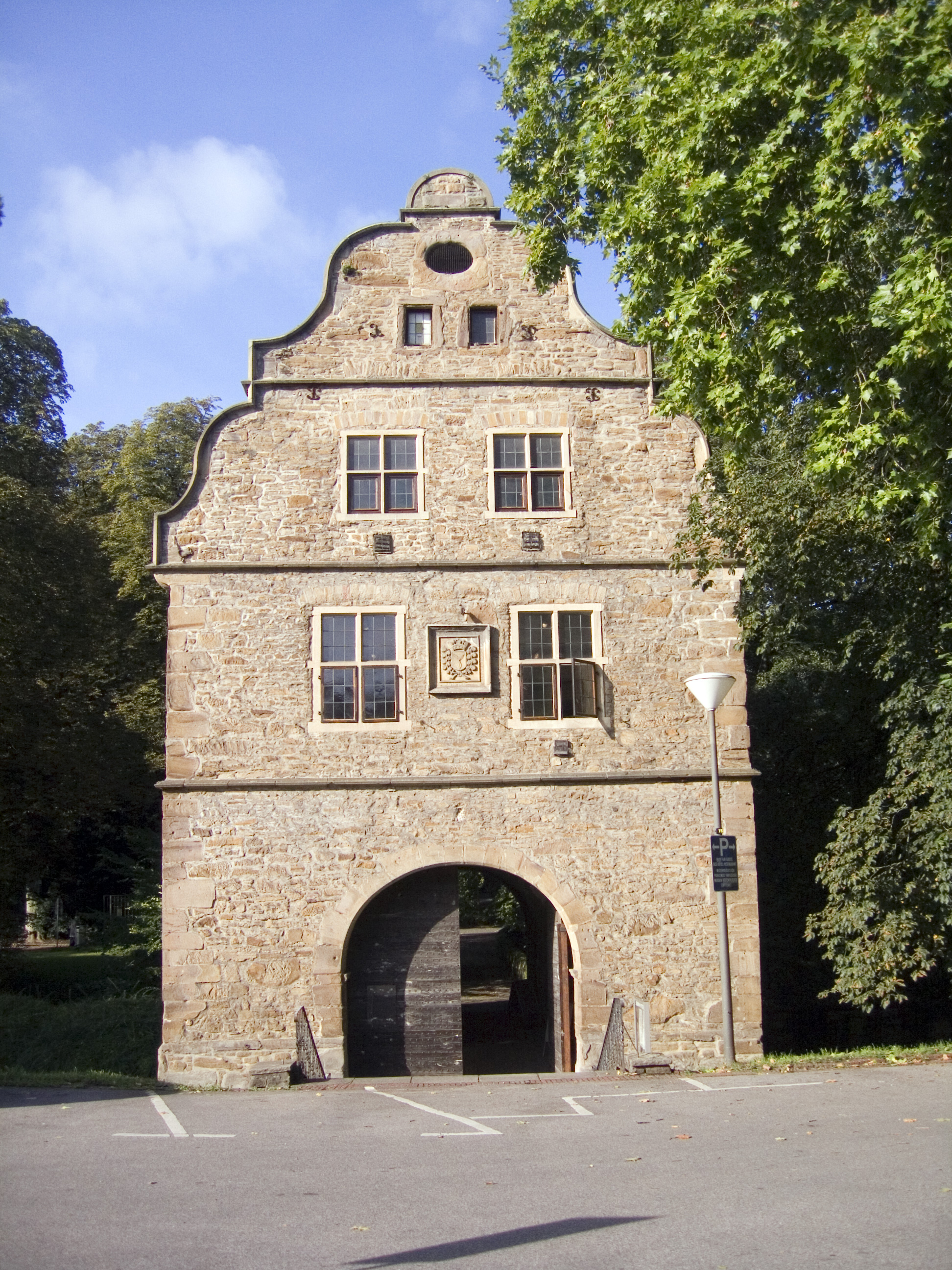
Torhaus Rombergpark in Dortmund, Frontseite
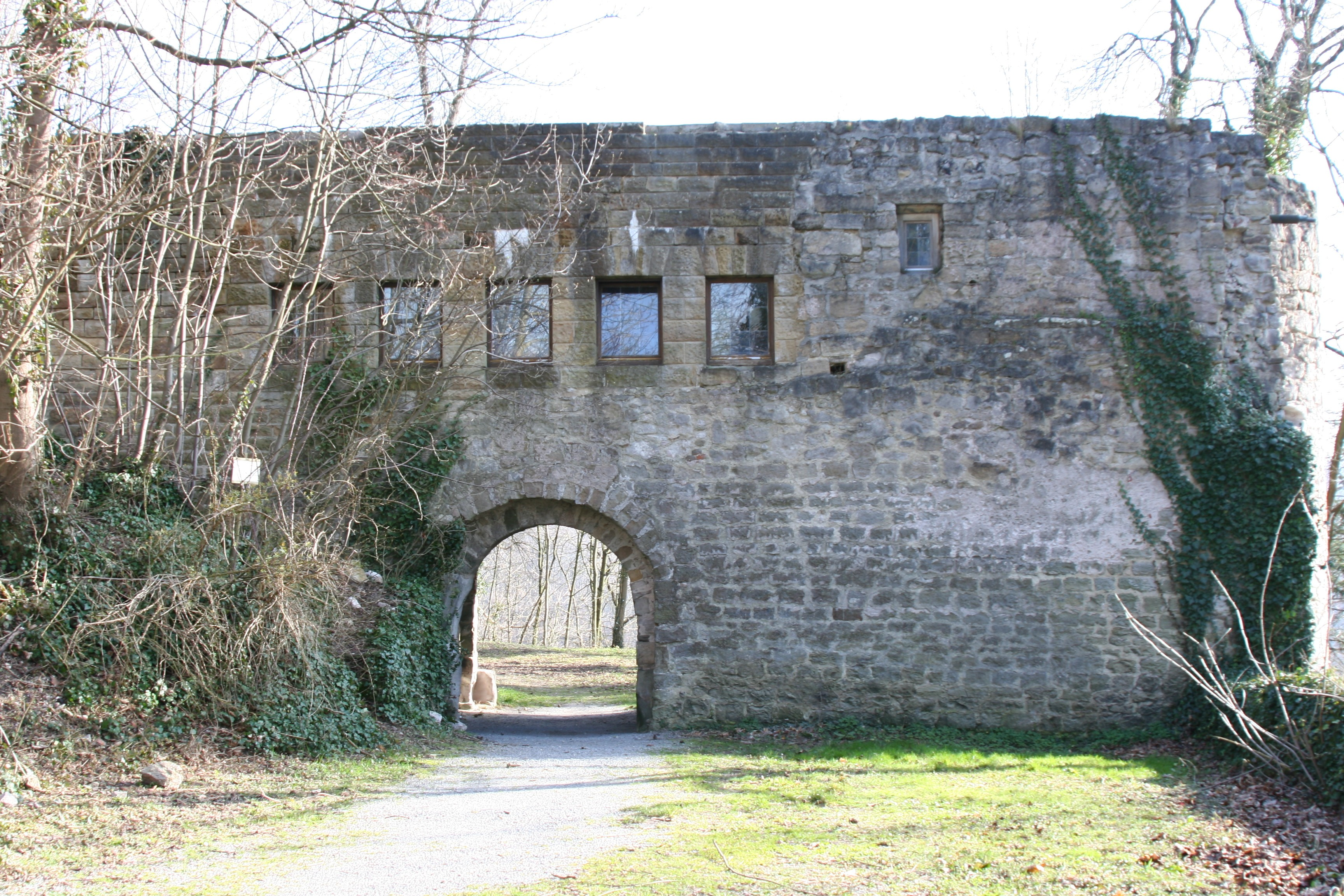
Torhaus der Burg Löwenstein (Rückseite)
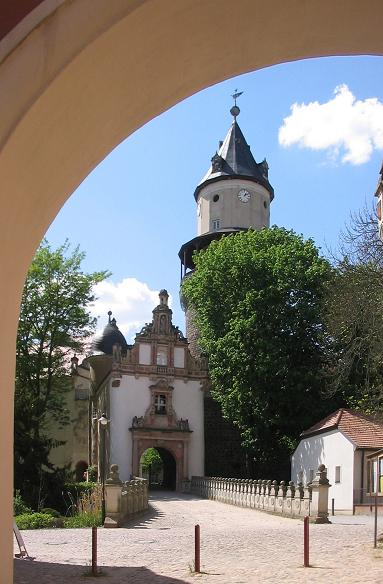
Torhaus von Schloss Wiesenburg
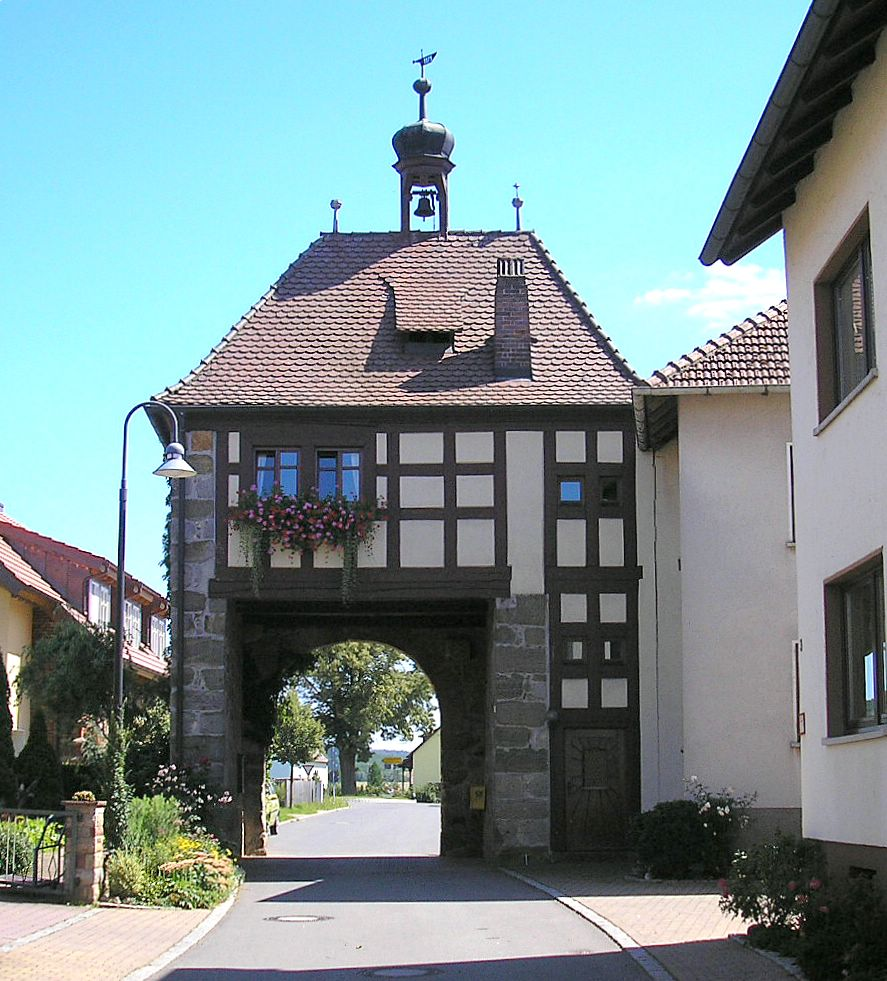
Das Torhaus Treinfeld
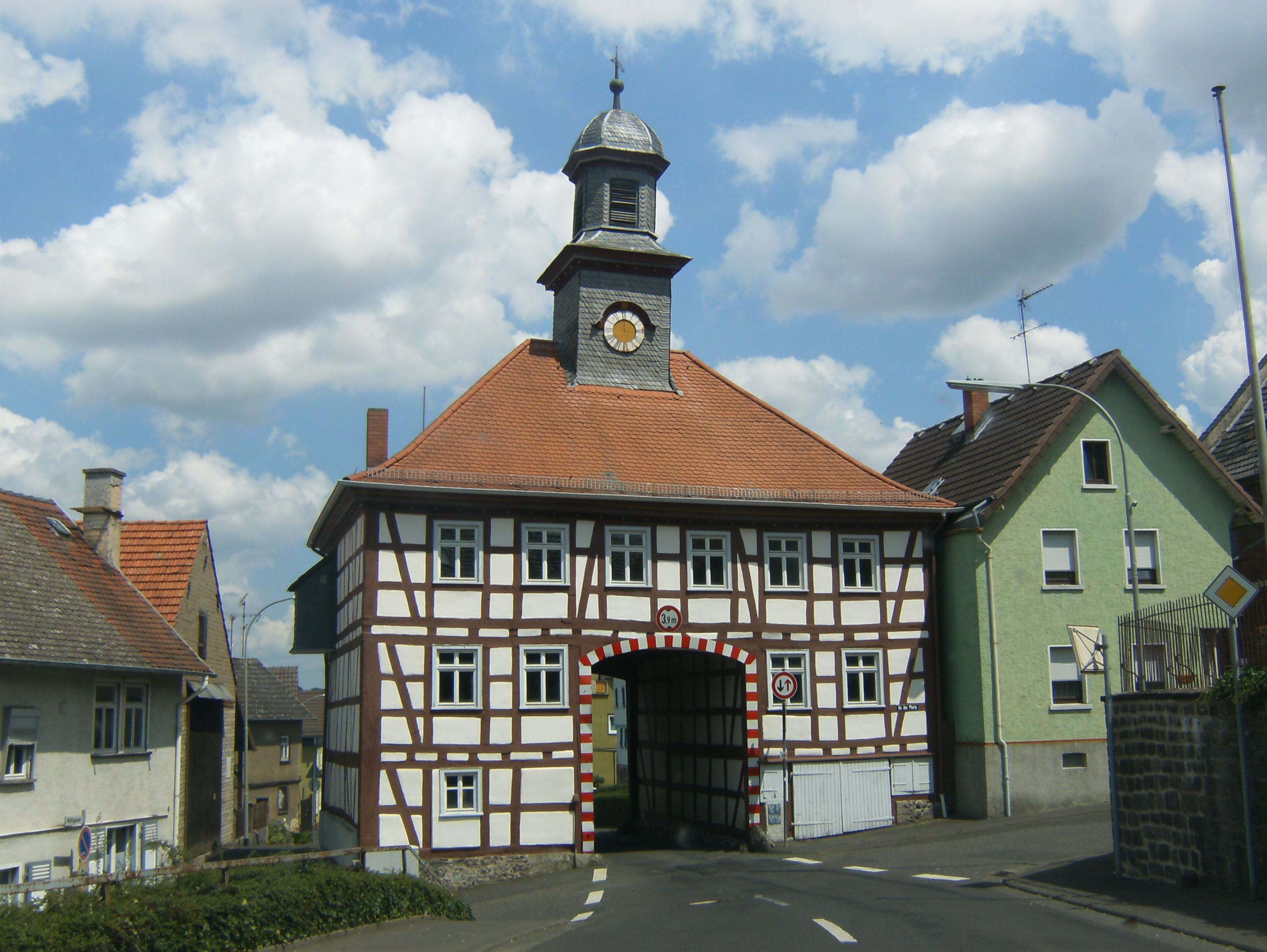
Ober-Bessinger Pforte
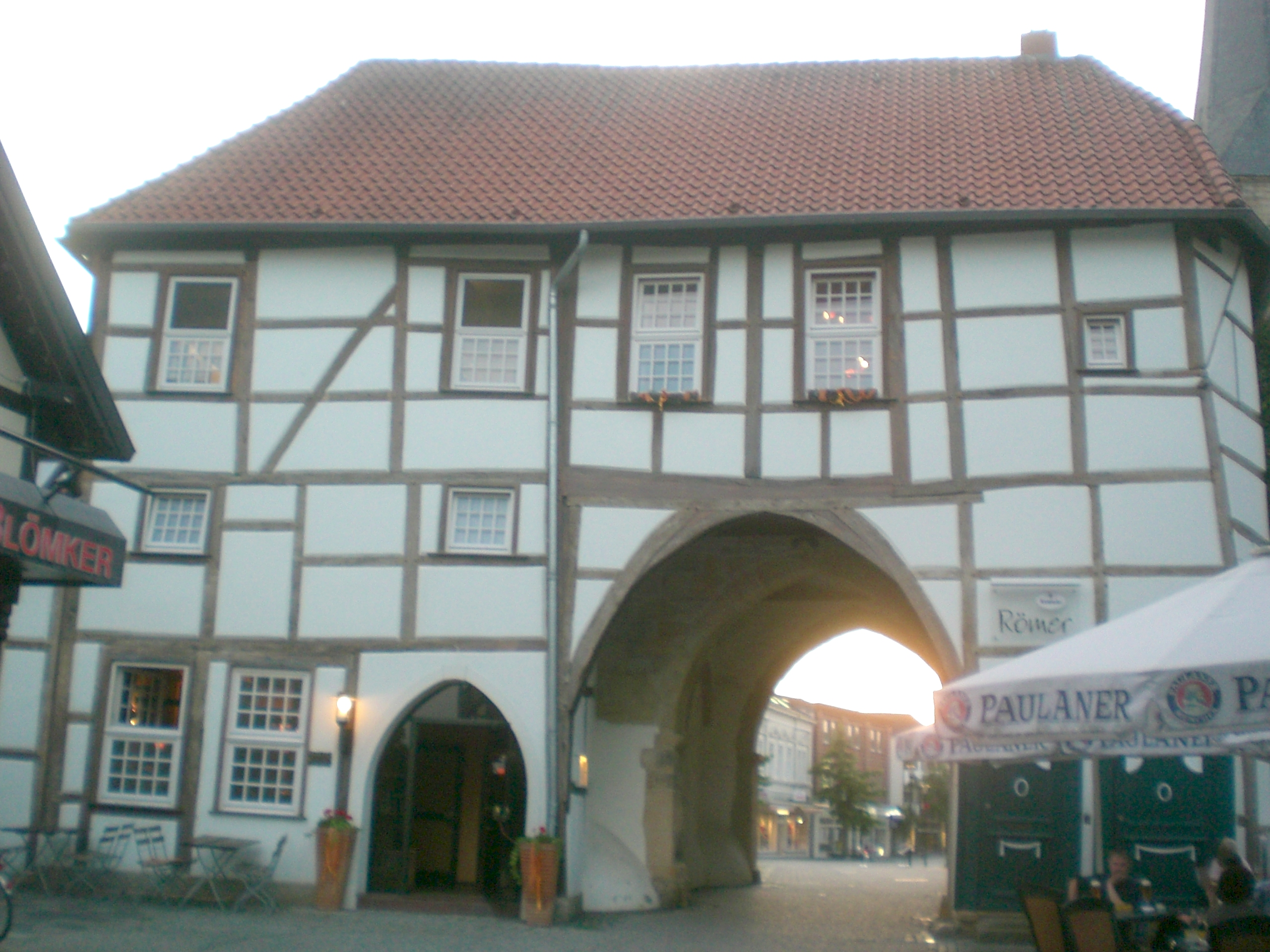
Der „Römer“ in Lengerich.
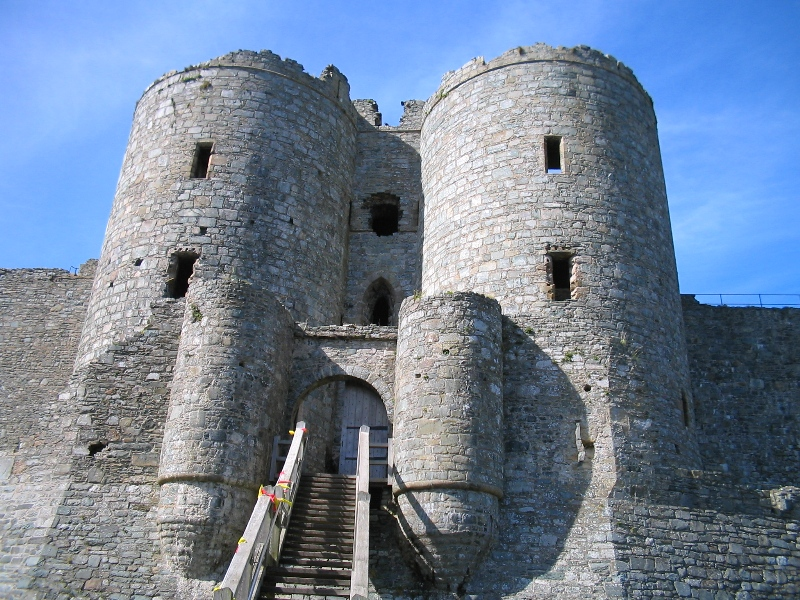
Torhaus von Harlech Castle
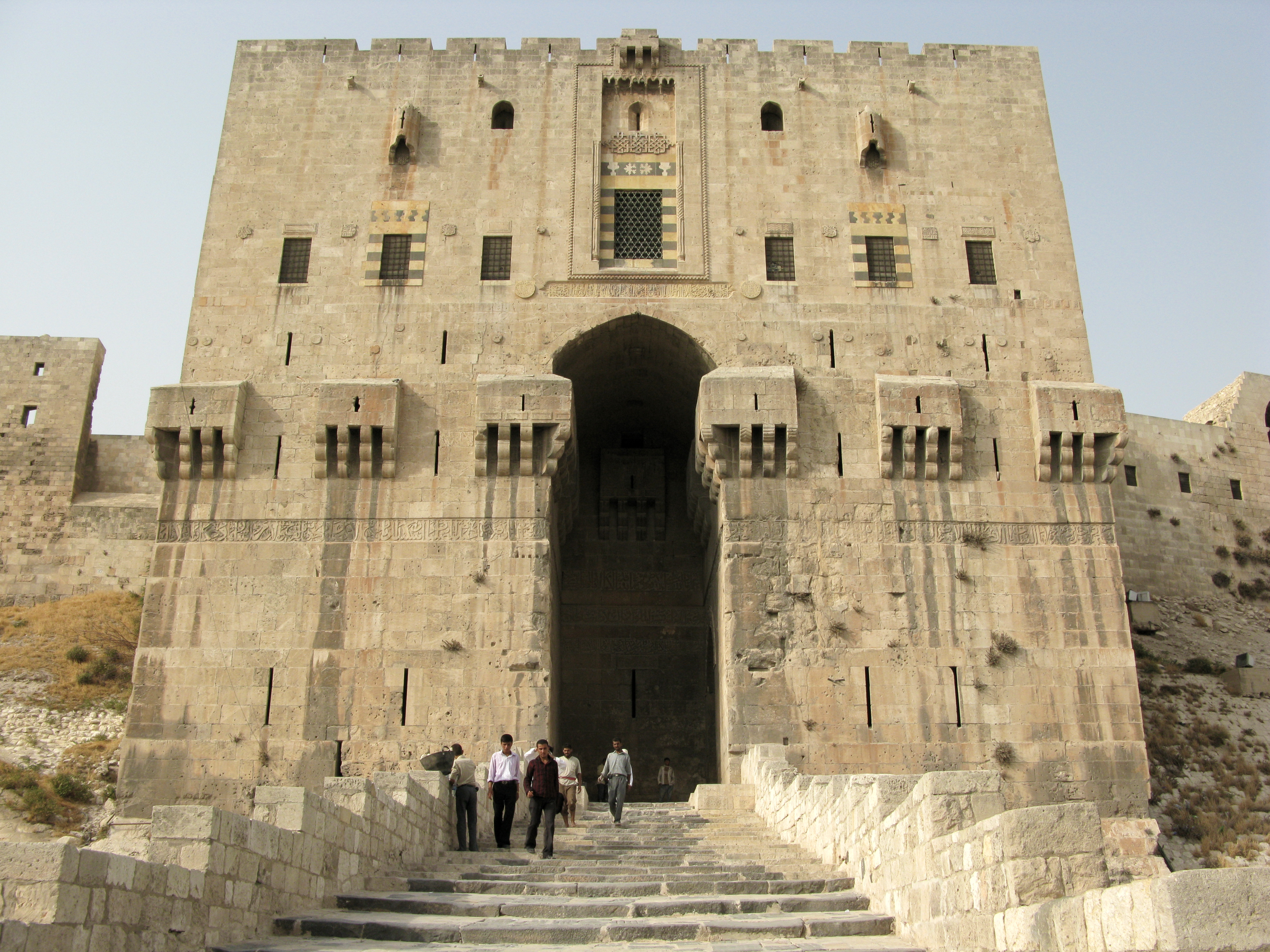
Torhaus der Zitadelle von Aleppo
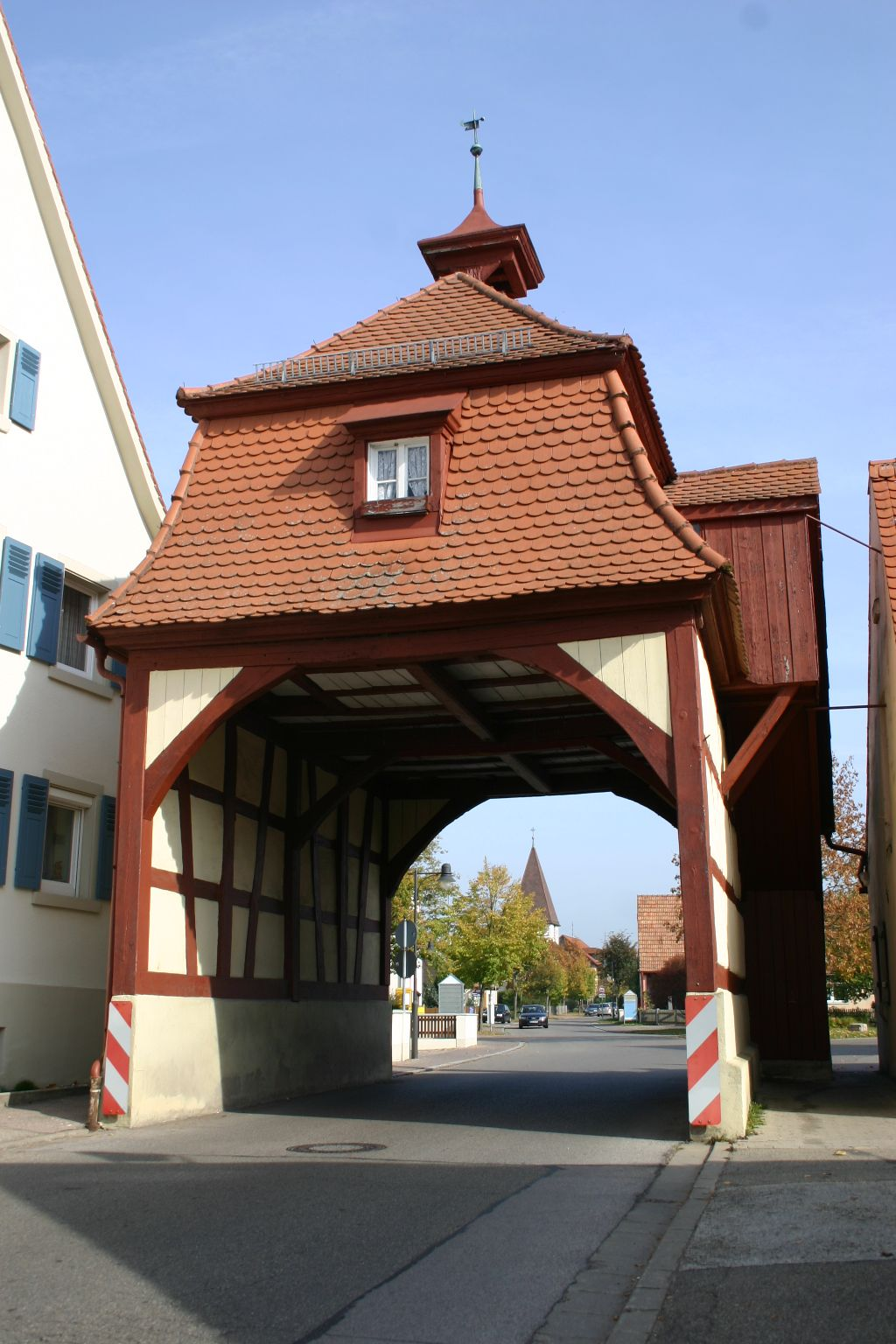
Torhaus in Altenmuhr, das Wahrzeichen der Gemeinde Muhr

## Herrenhäuser
Torhäuser bei größeren Toranlagen der Herrenhäuser sind diesen zentralen Gebäuden vorgelagerte Gebäude, durch die eine Zufahrt in die Hofanlage geschaffen wurde. Hier steht das Gebäude und nicht das Tor im Vordergrund, beide bilden eine harmonische Einheit. Die Räumlichkeiten dieser Torhäuser dienten regelmäßig in den Flügeln als Gesindewohnung und Pferdestall. Über dem Torhaus waren Speicher untergebracht. Diese Torhäuser trugen häufig Dachreiter und waren mit Uhren ausgestattet.

Beispiele
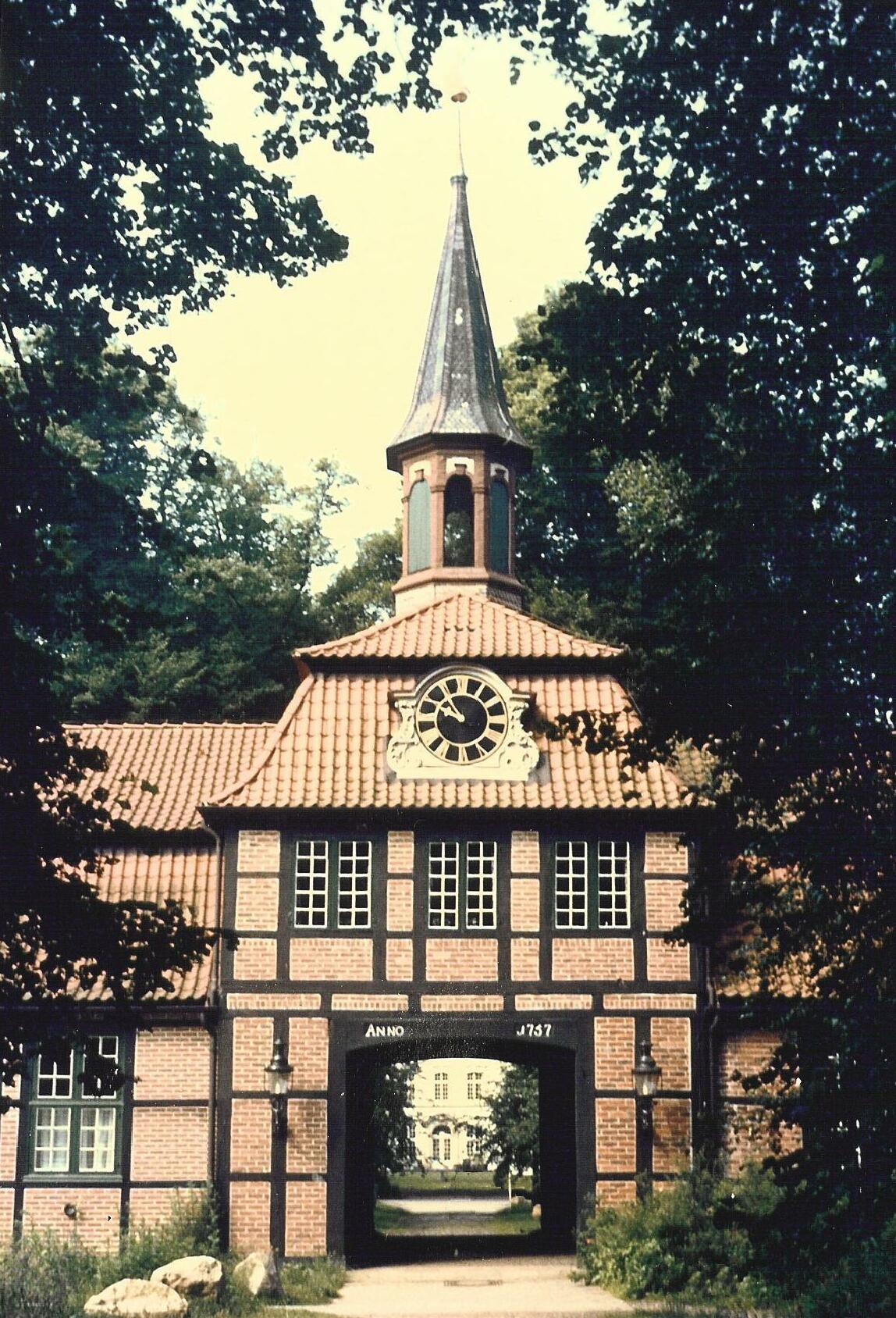
Torhaus des Herrenhauses Wellingsbüttel
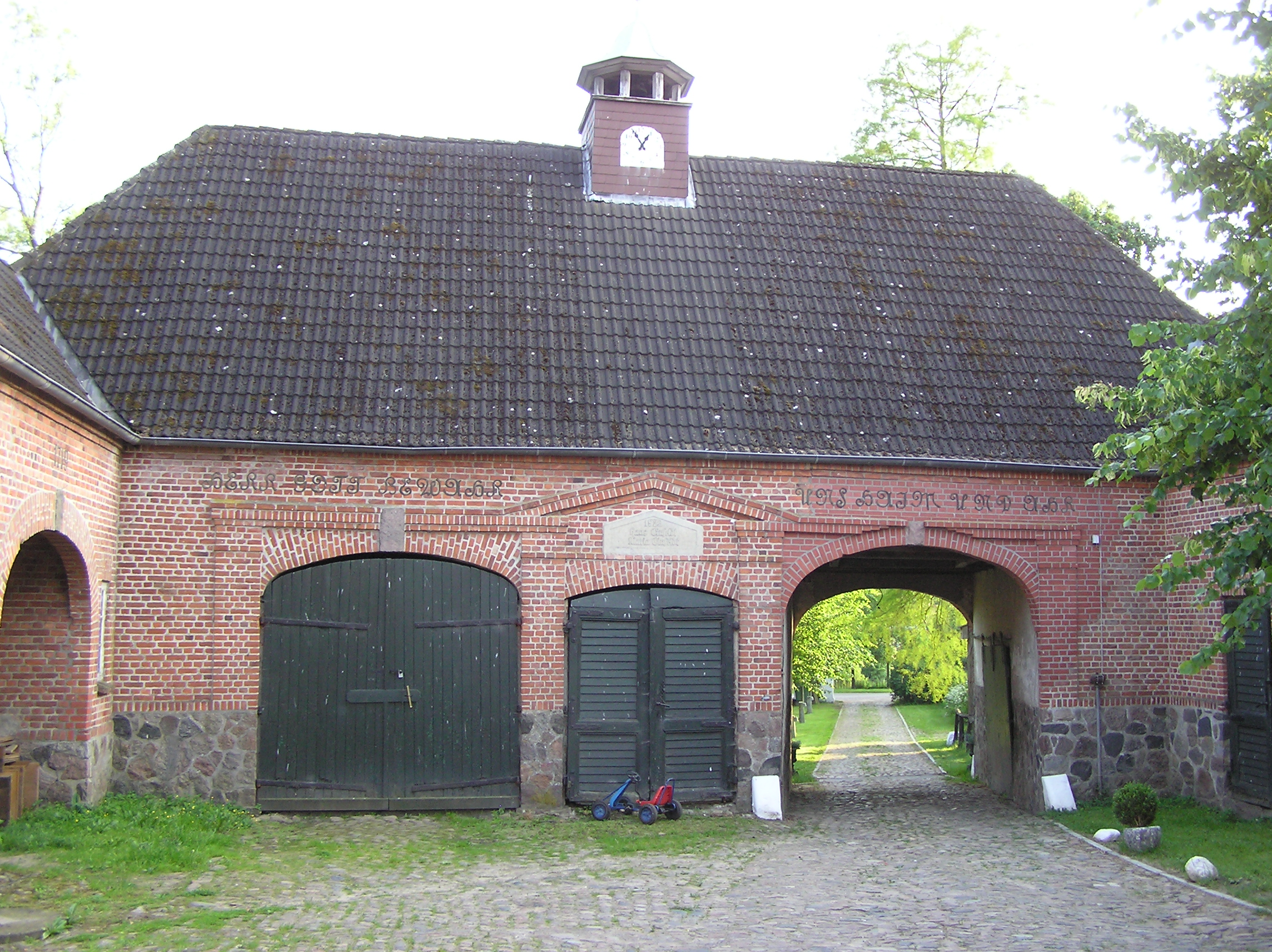
Torhaus von 1719 in Warnau (Holstein)
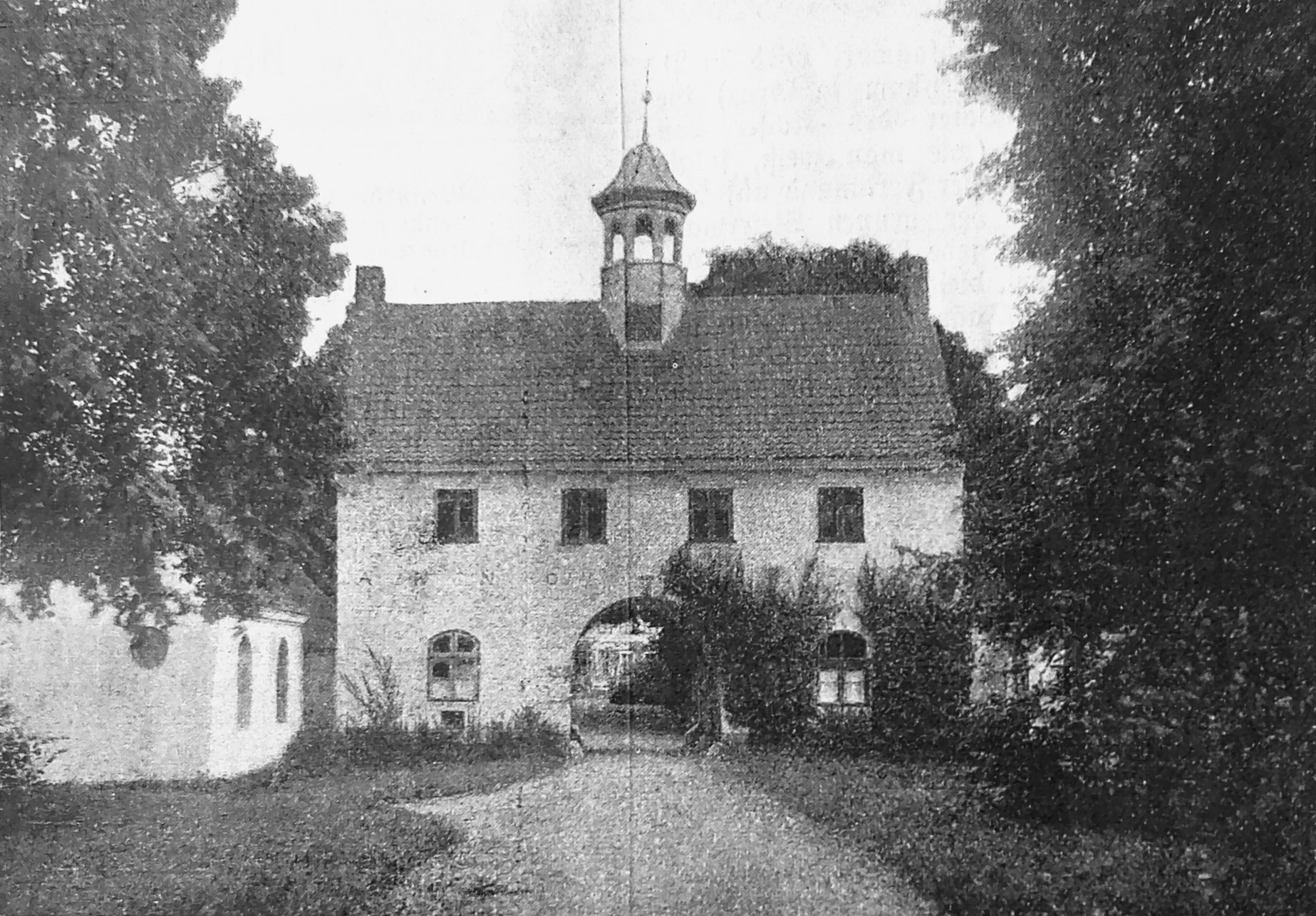
Torauffahrt in Jersbek (1906), die Gemeinde führt es im Wappen
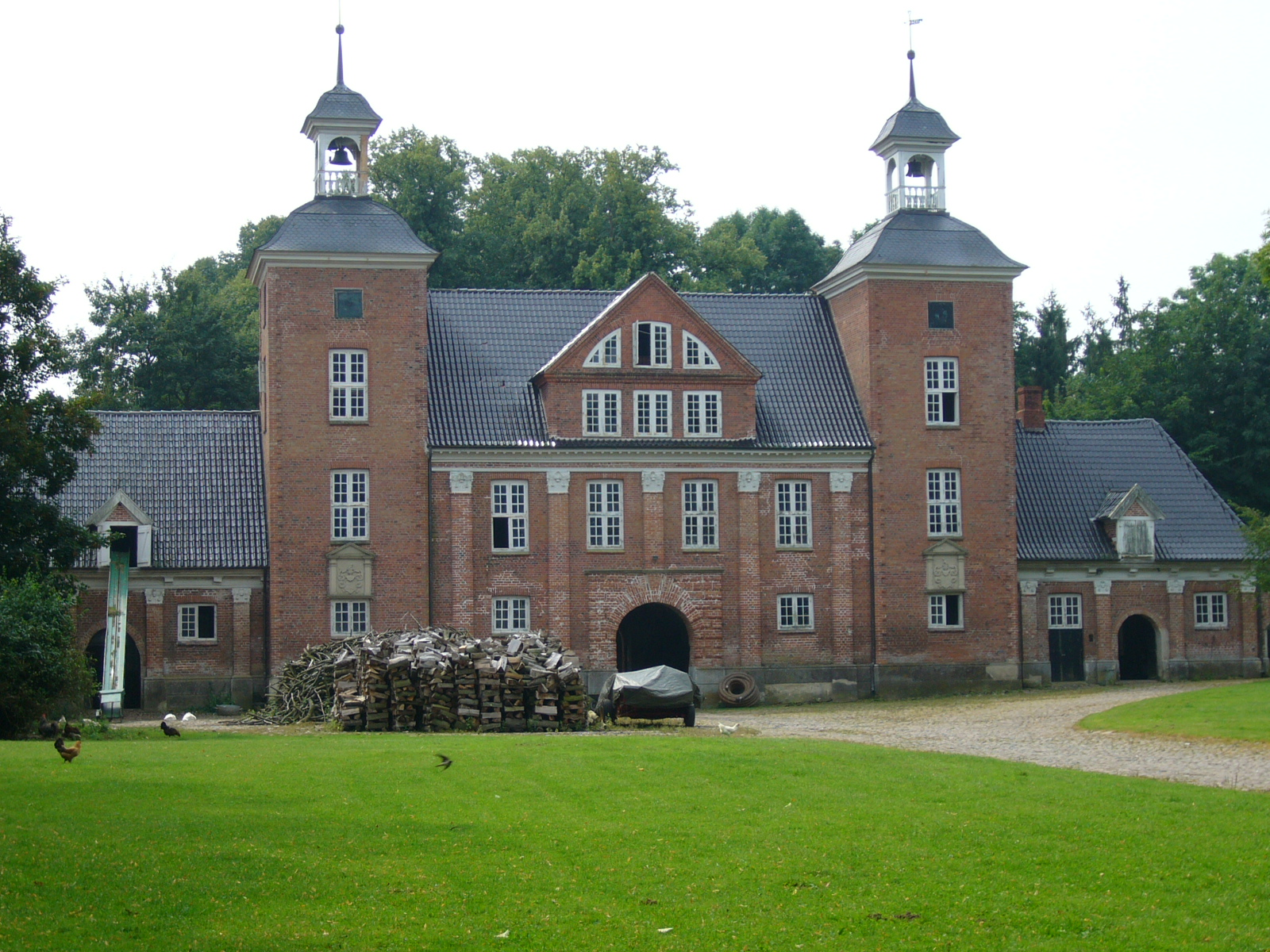
Torhaus in Bothkamp
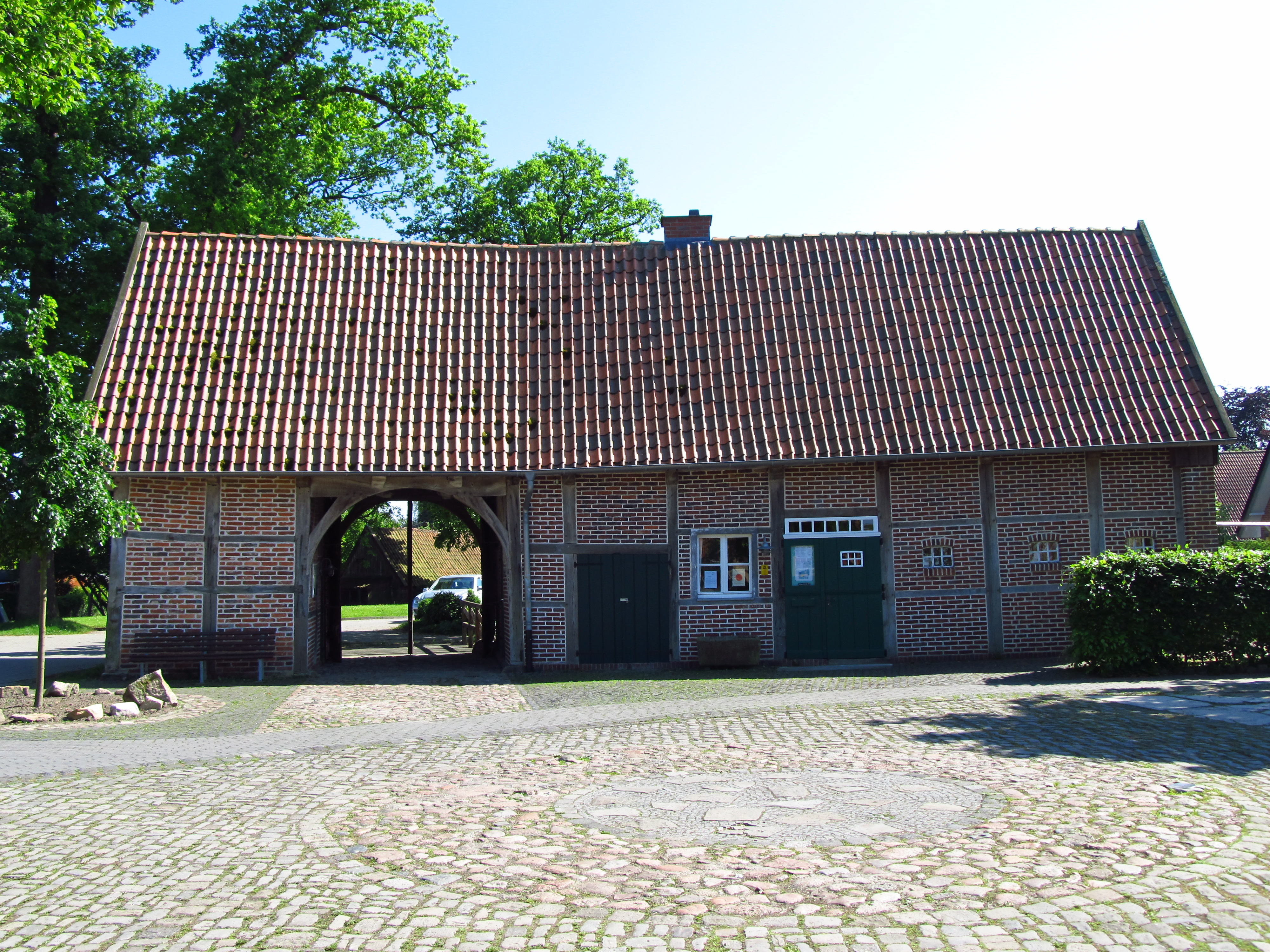
Torhaus des Hauses Holtwick im typisch münsterländischen Baustil

## Hofanlagen

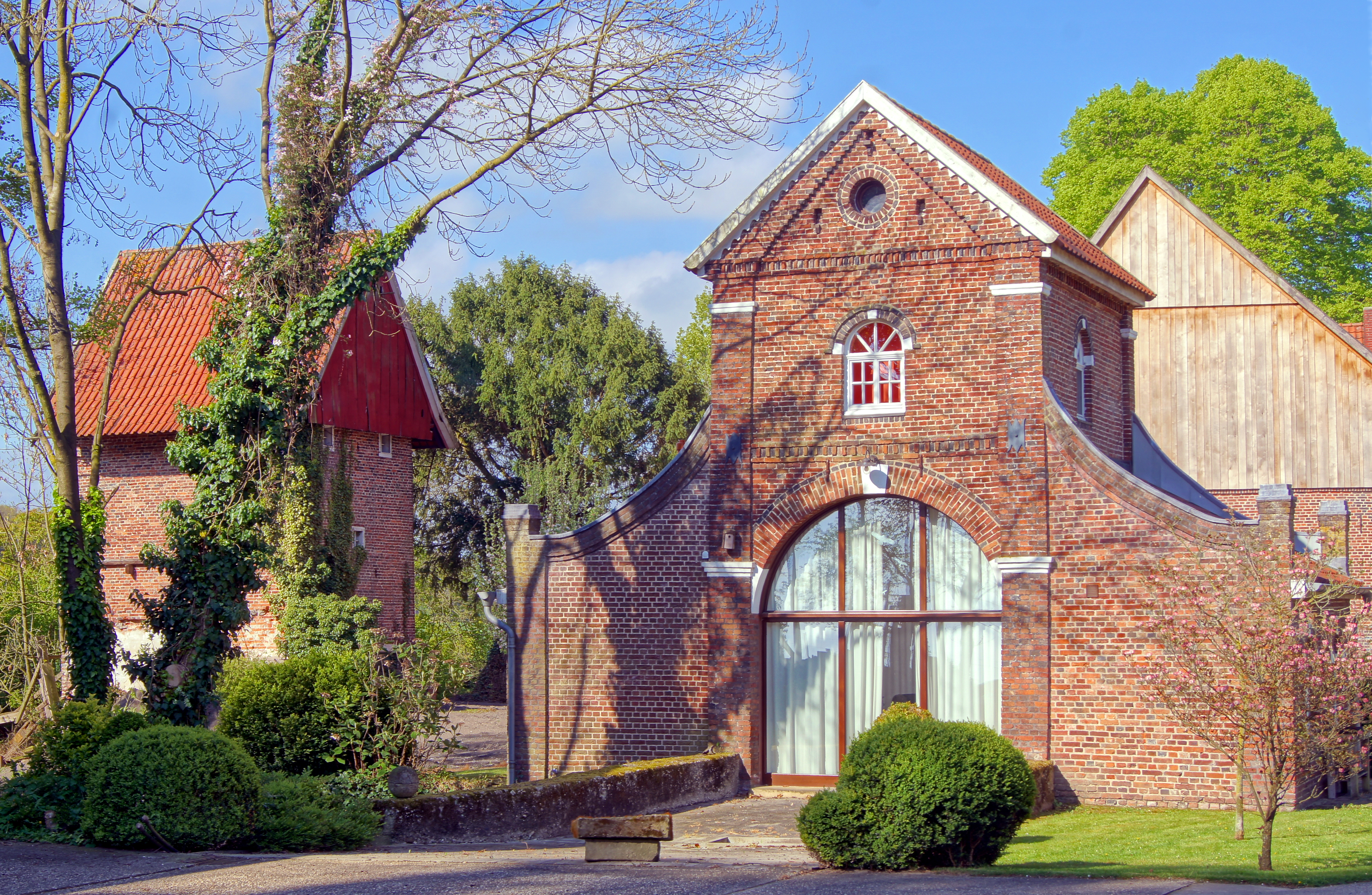
Torhaus einer Hofanlage bei Südlohn-Oeding

Torhäuser sind auch bei vielen alten landwirtschaftlichen Hofanlagen erhalten, etwa den Guts- und Gräftenhöfen Westfalens.